# دهستان جوشق
دهستان جوشق یکی از دهستان‌های استان مرکزی است که در بخش مرکزی شهرستان دلیجان واقع شده است.
روستاهای تابع آن عبارتند از: جوشق ،خاوه ،ریجان ،بهار ،مهدی‌آباد ،لاران ،محمدآباد ،نصرت‌آباد ،طالبه